# Вивика Рај
Вивика Рај (енгл. Vivica Rayy) је америчка порнографска глумица и модел. Дебитовала је као глумица у индустрији порнографије 2005.

## Биографија
Вивика Рај је рођена 19. маја 1983. године у Нигерији. Године 1997. се преселила да живи у САД.
У 2003. години је позирала за JaTawny Vision Photography. Године 2005. је основала сопствену компанију под називом Vivica Rayy Inc. Productions.

## Филмографија
- 2005: Captured
- 2006: Analyze This Ass